# Шосе A12 (Латвія)
Шосе A12, Єкабпілс—Резекне—Лудза—кордон Росії (Терехова) — латвійська автомагістраль вищої категорії, яка з'єднує Єкабпілс (автомагістраль A6) з Резекне та Лудзою та за межами латвійсько-російського кордону з російською федеральною трасою М9. Це частина міжнародної автомагістралі E22, але ділянка об'їзної дороги Резекне від A15 до A13 знаходиться на трасі E262. Загальна протяжність дороги становить 164,5 км, по всій довжині має асфальтобетонне покриття.

## Історія
У серпні 2016 року було оголошено тендер на реконструкцію ділянки А12 Дубінова — Лудза (114,3-125,1 км). У січні 2017 року його виграла компанія "AS ACB" із контрактною вартістю 9 862 780 євро.

### Ділянка Резекне-Лудзе
У 2004 році ділянку A12 Резекне — Лудза було вдосконалено та розвинуто. У рамках проекту відбулося громадське обговорення плану будівництва, за результатами якого муніципалітети без заперечень підтримали один із запланованих варіантів шосе. У 2007 році був розроблений технічний проект, але через відсутність коштів проект не був реалізований. У 2011 році розроблено соціально-економічну оцінку траси. У 2015 році завершено та оприлюднено оцінку впливу на довкілля ділянки дороги. Очікується, що ділянку об’їзної Лудзе побудують до 2025 року, а решта траси — до 2035.

### Ділянка Лудза-Плоски
У 2007 році почалися роботи з удосконалення траси А12. У 2008 році було завершено будівництво ділянки Нірза — Плоски, але щоб додати цю ділянку до траси A12, потрібно було побудувати також другу ділянку Лудза — Нірза. 1 жовтня 2014 року було завершено будівництво ділянки Лудза — Нірза, тому на ділянці від Лудзи до Зилупе було змінено напрям дороги. На новій ділянці дороги збудовано новий міст через річку Існауд, збудовано чотири прохідні тунелі на перетині з місцевими дорогами. З іншого боку, щоб зменшити кількість сполучень, до магістралі зробили бічні дороги довжиною приблизно сім кілометрів.